# صنوبر (فیلم)
صنوبر فیلمی به کارگردانی و نویسندگی مجتبی راعی محصول سال ۱۳۸۰ است. این فیلم در پنج قسمت به صورت مجموعه تلویزیونی از شبکه اول ایران پخش شده است.

## خلاصه داستان
این فیلم به زندگی سید روح‌الله خمینی و وقایعی که پس از انقلاب مشروطیت تا روی کار آمدن رژیم پهلوی و شروع جنگ جهانی اول اتفاق می‌افتد پرداخته است.

## بازیگران
- حسین محجوب
- محمود پاک‌نیت
- پریوش نظریه
- محمود جعفری
- زهرا سعیدی
- علی بکانیان
- باقر صحرارودی
- جعفر دهقان
- مریم بوبانی
- علی یعقوب‌زاده
- امیر قهرمان‌زاده
- جهانگیر الماسی
- امان‌الله رحیمی
- محمد حاج‌حسینی
- شیرین صمدی
- مهوش صبرکن
- حسن خوانساری
- هوشنگ منصورخاکی
- محمدصدیق مرادزاده
- محمدجواد بخشی‌زاده